# 原毅
原毅（1972年—），律师、商人。出生于中国河南，现获得俄罗斯长期居留权，居住于莫斯科州洛布尼亞。为俄罗斯中国和平统一促进会副会长、俄罗斯华商企业家联合会会长、俄罗斯中国中原商会秘书长，参与协调俄罗斯与中国的大型活动。

## 生平
原毅1972年生于中国河南，在1993年大学毕业，获得律师资格证，是当时当地最年轻的执业律师。1996年辞掉大学教师和律师的工作，随丈夫到俄罗斯经商，并在俄罗斯从零学习俄语。原毅夫妇从成本低、风险小的芽苗菜生意起家，经过多年发展，建立了莫斯科绿色庄园公司。原毅在莫斯科大学获得法学博士学位，并向俄罗斯华商提供法律协助。原毅还积极参与中俄大型交流活动，并在“俄罗斯之声”广播电台播音主持。2015年列席政治协商会议。